# Eesti otsib superstaari (seconda edizione)
La seconda edizione di Eesti otsib superstaari, la versione estone del reality show Pop Idol, si è tenuta dal gennaio al giugno 2008. Ha visto come vincitrice Jana Kask. Il programma è stato condotto da Märt Avandi e Ott Sepp e ha avuto come giudici Mihkel Raud, Heidy Purga e Rein Rannap. Le audizioni si sono svolte nel mese di agosto in quattro città: Pärnu, Tartu, Jõhvi e Tallinn.

## Performance

### Top10: Musica di film
- Keit Triisa – "Think" di Aretha Franklin
- Timothy Jarman – "Sway" di Pablo Beltrán Ruiz
- Kirstjan Laas  – "Come What May" di Ewan McGregor e Nicole Kidman
- Arno Suislep – "Tulen kord jälle" di Sven Grünberg
- Eliis Pärna – "Iris" dei Goo-Goo Dolls
- Taavi Immato – "Lonely Day" dei System of a Down
- Jana Kask – "Luminescence" di Anggun
- Artur Rassmaann – "You Could Be Mine" dei Guns N' Roses
- Kristiina Piperal – "Zombie" dei The Cranberries
- Norman Salumäe – "Grace Kelly" di Mika

### Top 9: Hip-Hop e R&B
- Norman Salumäe – "Señorita" di Justin Timberlake
- Kristiina Piperal – "Maneater" di Nelly Furtado
- Timothy Jarman – "Let Me Love You di Mario
- Kristjan Laas – "With You" di Chris Brown
- Jana Kask – "Underneath Your Clothes" di Shakira
- Artur Rassmann  – "Killing Me Softly" dei Fugees
- Arno Suislep – "Waiting for You" di Seal
- Eliis Pärna – "These Words" di Natasha Bedingfield
- Taavi Immato – "What Goes Around.../...Comes Around" di Justin Timberlake

### Top 8: Musica estone
- Artur Rassmann – "Valgus" di Gunnar Graps
- Kristiina Piperal – "Jää" di Dagö
- Kristjan Laas – "Leekiv armastus" di Genialistid e Lea Liitmaa
- Taavi Immato – "See ei ole saladus" dei Terminaator
- Jana Kask – "Palun andeks su käest" degli Smilers
- Norman Salumäe – "Kui mind enam ei ole" di Urmas Alender
- Eliis Pärna – "Sinu hääl" di Liisi Koikson
- Arno Suislep – "Kurjuse laul" di Olav Ehala

### Top 7: Unplugged
- Arno Suislep – "Ilmarine ja Dvigatel" di Ultima Thule
- Jana Kask – "My All" di Mariah Carey
- Taavi Immato – "Ordinary people" di John Legend
- Kristiina Piperal – "Creep" dei Radiohead
- Norman Salumäe – "Fly Away" di Lenny Kravitz
- Artur Rassmann – "Hotel California" degli Eagles
- Eliis Pärna – "Lumevärv" di Jäääär

### Top 6: Frank Sinatra
- Eliis Pärna – "Girl From Ipanema"
- Arno Suislep – "All or Nothing at All"
- Jana Kask – "Strangers in the Night"
- Artur Rassmann – "Fly Me to the Moon"
- Norman Salumäe – "Love and Marriage"
- Kristiina Piperal – "Theme from New York, New York"

### Top 5: Rock e disco
- Norman Salumäe – "Ära piina mind" di Lea Liitmaa
- Kristiina Piperal – "Naer" di Virmalised
- Artur Rassmann – "The Final Countdown" degli Europe
- Jana Kask – "Je t'aime" di Lara Fabian
- Arno Suislep – "Massikommunikatsioon" di Singer Vinger
- Norman Salumäe – "I Promised Myself" di Nick Kamen
- Kristiina Piperal – "Girls Just Want to Have Fun" di Cyndi Lauper
- Artur Rassmann – "Ühega miljoneist" dei 2 Quick Start
- Jana Kask – "I Feel Love" dei Blue Man Group
- Arno Suislep – "Enjoy the Silence" dei Depeche Mode

### Top 4: Ivo Linna/Tõnis Mägi e canzoni in classifica negli Stati Uniti
- Artur Rassmann – "Kuldaja rock' n' roll" by Muusik Seif
- Jana Kask – "Laula mu laulu helisev hääl" by Ivo Linna
- Arno Suislep – "Aed" by Ultima Thule
- Kristiina Piperal – "Vana vaksal" by Ivo Linna
- Artur Rassmann – "I Still Haven't Found What I'm Looking For" degli U2
- Jana Kask – "Lady Marmalade" by Christina Aguilera, Mýa, Pink (cantante) e Lil Kim
- Arno Rassmann – "Spaceman" di Babylon Zoo
- Kristiina Piperal – "Nothing Compares to You" di Sinéad O'Connor

### Top 3: Duetti
- Kristiina Piperal – "Violet Hill" dei Coldplay
- Arno Suislep – "Kosmoseodüsseia" di Vaiko Eplik ed Eliit
- Jana Kask – "Wake Up Call" dei Maroon 5
- Kristiina Piperal e Lauri Saatpalu – "Kaks Takti Ette" di Dagö
- Arno Suislep e Lenna Kuurmaa – "Saatus naerdes homse toob" di Lenna Kuurmaa
- Jana Kask e Cram – "Swamped" dei Lacuna Coil

### Finale
- Jana Kask – "Uninvited" di Alanis Morissette
- Arno Suislep – "The World Is Not Enough" dei Garbage
- Jana Kask –  "Lady Marmalade" di Christina Aguilera, Mýa, Pink (cantante) e Lil Kim
- Arno Suislep – "Spaceman" dei Babylon Zoo
- Jana Kask – "Ma tahan olla öö" di Jaan Tätte e Olav Ehala
- Arno Suislep – "Vaiki kui võid" di Ruja

## Tabella delle eliminazioni
| Parte     | Parte             | Semifinali | Semifinali | Semifinali | Semifinali | Finali    | Finali    | Finali    | Finali    | Finali    | Finali    | Finali    | Finali    | Finali    |
| Settimane | Settimane         | 03/16      | 03/23      | 03/30      | 04/06      | 04/13     | 04/22     | 04/27     | 05/04     | 05/11     | 05/18     | 05/25     | 06/01     | 06/08     |
| Posto     | Concorrente       | Risultato  | Risultato  | Risultato  | Risultato  | Risultato | Risultato | Risultato | Risultato | Risultato | Risultato | Risultato | Risultato | Risultato |
| 1         | Jana Kask         |            |            | QF         |            |           |           | Btm 3     |           |           |           |           |           | Winner    |
| 2         | Arno Suislep      |            |            | QF         |            |           |           |           | Btm 3     |           |           | Btm 2     |           | Runner-up |
| 3         | Kristiina Piperal |            |            | Elim       | WC         |           |           |           |           |           | Btm 2     |           | Elim      |           |
| 4         | Artur Rassmann    |            | QF         |            |            |           |           | Btm 3     |           | Btm 2     |           | Elim      |           |           |
| 5         | Norman Salumäe    |            | QF         |            |            |           | Btm 2     |           | Btm 2     |           | Elim      |           |           |           |
| 6         | Eliis Pärna       | QF         |            |            |            | Btm 2     |           |           |           | Elim      |           |           |           |           |
| 7         | Taavi Immato      | QF         |            |            |            | Btm 3     |           |           | Elim      |           |           |           |           |           |
| 8         | Kristjan Laas     |            |            | QF         |            |           | Btm 3     | Elim      |           |           |           |           |           |           |
| 9         | Timothy Jarman    | QF         |            |            |            |           | Elim      |           |           |           |           |           |           |           |
| 10        | Keit Triisa       |            | QF         |            |            | Elim      |           |           |           |           |           |           |           |           |

| Donne | Uomini | Wildcard | Salvo/a | Qualificato/a | Ultimi 3 | Ultimi 2 | Eliminato/a | Non ha partecipato |